# Dirk Scheringa
Dirk Scheringa (Grijpskerk, 21 september 1950) is een Nederlands zakenman en voormalig politieman, politicus en sportbestuurder. Hij was oprichter en bestuursvoorzitter van de DSB Bank en voorzitter van profvoetbalclub AZ.
Scheringa was tot aan het faillissement enig certificaathouder van DSB Beheer B.V., dat enig aandeelhouder was van onder meer DSB Ficoholding N.V. (met als dochterbedrijven DSB Bank, DSB schade en DSB leven), AZ N.V., DSB Vastgoed (bezitter van het DSB Stadion) en DS Art B.V., waar het Scheringa Museum voor Realisme onder viel.

## Levensloop
Scheringa werd geboren in Grijpskerk (Groningen) en volgde de mulo in Wolvega. Hij begon zijn werkzame leven bij de rijkspolitie, maar nam ontslag om in 1975 met zijn vrouw Baukje Scheringa-de Vries 'Buro Frisia' op te richten. Van 1976 tot 1979 was Scheringa gemeenteraadslid in de gemeente Opmeer voor het CDA. Met Buro Frisia had Scheringa van zijn hobby – het geven van financieel advies aan familie, vrienden en collega's – zijn werk gemaakt. Door uitbreiding en overnames van concurrenten groeide Buro Frisia uit tot de landelijk opererende DSB Groep. Begin 2006 kreeg de DSB Groep officiële bankrechten, waarna de bedrijfsnaam werd gewijzigd in DSB Bank. Onder deze bank vielen ruim honderd handelsnamen.

### Sport en kunst
In 2005 werd Scheringa eigenaar van de voetbalclub AZ en van 1993 tot 2009 was hij voorzitter van deze profvoetbalclub. Daarnaast sponsorde hij via de DSB Bank een marathonschaatsploeg en een langebaanschaatsploeg (de DSB-schaatsploeg). Scheringa nam tevens het initiatief voor het Scheringa Museum voor Realisme in Spanbroek, dat onderdak bood aan zijn collectie magisch realistische schilderijen van onder andere Carel Willink.

### DSB Bank in opspraak
Begin 2009 raakte DSB Bank in opspraak, nadat klanten in problemen waren geraakt, omdat ze voor hun hypotheeklening bij DSB Bank opeens veel hogere bedragen dan verwacht moesten gaan aflossen. Vaak hadden zij riskante, zogenaamde "woekerpolissen" afgesloten. DSB Bank kreeg een boete opgelegd, omdat zij haar klanten hierover onvoldoende had geïnformeerd. In oktober 2009 kwam DSB Bank in acute problemen nadat Pieter Lakeman van de Stichting Hypotheekleed spaarders bij de DSB Bank opriep het geld van hun rekening af te halen. Er vond een bankrun plaats waardoor DSB Bank in grote liquiditeitsproblemen kwam en onder curatele van De Nederlandsche Bank werd gesteld. De rechtbank van Amsterdam verklaarde DSB Bank op 19 oktober failliet.
Pas in december 2021 werd het faillissement van DSB Bank afgerond. Na verkoop van de laatste bezittingen van de DSB Bank waren alle schuldeisers afbetaald. Alleen de rente over de schulden kon niet volledig worden vergoed.

### Na de val van DSB
Op 29 oktober 2009 maakte Scheringa bekend af te treden als voorzitter van AZ. In december 2009 verscheen zijn biografie Dirk Scheringa, mijn bewogen leven, waarin hij zijn complete levensverhaal optekent.
Na de val van DSB richtte Scheringa zich vooral op het geven van lezingen. Achter de schermen werkte hij echter aan een terugkeer in de bankwereld. In september 2010 verklaarde Scheringa een nieuwe internetbank te zullen gaan leiden. Over de DSB-periode zou een boek verschijnen (Project Homerus) en een Engelstalige film (The Banker). Ook verklaarde hij dat hij in het bezit was van "een honderd pagina's dik dossier" waarin naar eigen zeggen bewijzen zouden staan dat er eind 2008 een "pact" zou zijn gesloten om in een complot DSB onderuit te halen en dat hij daarom een proces wilde beginnen tegen De Nederlandsche Bank (DNB) en DNB-directeur Nout Wellink. Op 7 augustus 2012 berichtte RTL Nieuws dat de curatoren Scheringa aansprakelijk willen stellen en beslag hebben gelegd op twee huizen. Ook op een vordering van Scheringa bij de curatoren van DSB Bank is beslag gelegd.
In september 2011 werd bekend dat Dirk Scheringa samen met ondernemer Maarten Meijer een nieuw bedrijf had opgericht in de financiële sector, Dirk Scheringa Factoring (DSF) dat zich zou bezighouden met factoring: geld voorschieten aan mkb-bedrijfjes die kampen met wanbetalers, maar in feite was het zijn lezingenbedrijf dat een andere naam en andere statuten kreeg. In juli 2014 trad Scheringa af als bestuurder en in juni 2016 werd DSF geliquideerd.

Met Juul Manders en Ralph de Geus richtte Scheringa in november 2011 de incubator Interrocks op, die startende bedrijven moest helpen groeien. Ook dit bedrijf was een kort leven beschoren; in december 2016 werd het ontbonden.
In 2012 begon Scheringa met Credit Sales Factoring (CS Factoring), gevestigd te Bunschoten. CSF nam openstaande facturen van bedrijven over voor een lager bedrag dan de factuur vermeldt in de hoop die rekeningen alsnog volledig te kunnen innen. Scheringa zou met CS Factoring via een omgekeerde overname van lege beurshuls Lavide naar de beurs gaan, maar daar werd in februari 2017 toch vanaf gezien omdat Scheringa op het laatste moment een andere samenstelling van de directie en de raad van commissarissen eiste van Lavide dan eerder overeen was gekomen. In oktober 2017 vertrok Scheringa bij CS Factoring als bestuurder vanwege zijn leeftijd. Hij was toen 67 en wilde het rustiger aan gaan doen, maar zou het bedrijf wel blijven vertegenwoordigen.

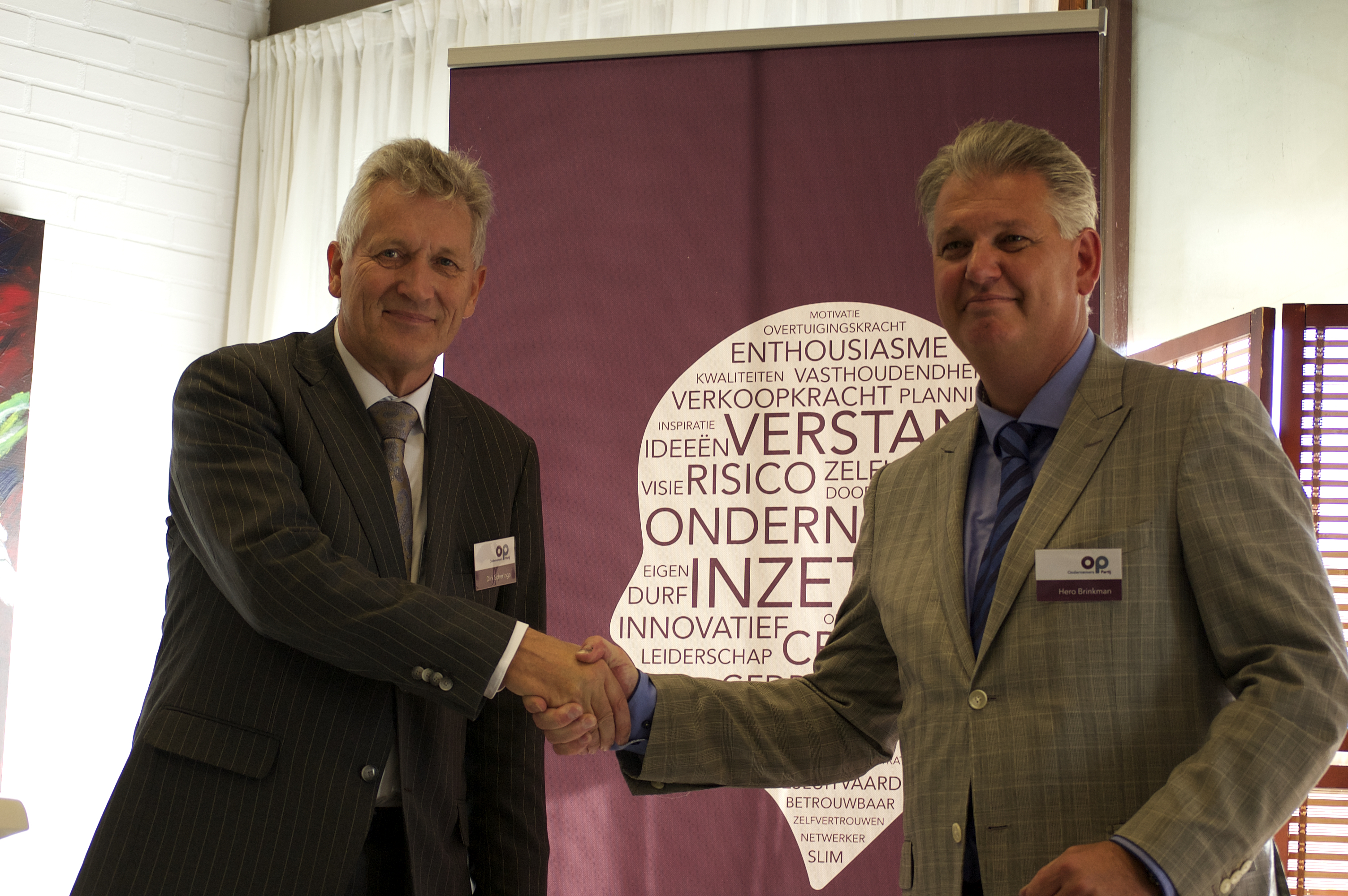
Dirk Scheringa en Hero Brinkman van de Ondernemers Partij (OP)

Op 22 september 2015 maakte Scheringa bekend terug te keren in de politiek namens de OndernemersPartij van Hero Brinkman. In 2006 had hij zich al tevergeefs naar voren geschoven als "minister van deregulering" en in 2009 als "gevolmachtigd crisisminister op financieel gebied". Op 24 maart 2016 maakte de OndernemersPartij bekend Scheringa als lid te hebben geroyeerd wegens het niet betalen van contributie en het ontbreken van enige inhoudelijke bijdrage aan de partij.
Scheringa werd in 2017 Chief Executive Officer Netherlands van ICO Headstart. Het management bestond er verder uit "twee Afghaanse immigranten, een man uit Servië en een paar handige jongens die elektrische sigaretten verkochten", aldus Quote. Het bedrijf zou investeren in Hard Rock Cafés in Brazilië en een nieuwe cryptomunt in omloop brengen, de zgn. MOAT (Mother Of All Tokens). Ondanks zijn bancaire achtergrond degradeerde Scheringa vanwege zijn gebrekkige kennis van de materie en het Engels tot adviseur en in 2018 vertrok hij. ICO had hem betaald in (waardeloze) MOAT's.
Scheringa richtte in 2016 samen met een zakenpartner een BV op met de naam ‘Nationale Bedrijven Check’ (NBC, later omgedoopt tot "Gezond Bedrijf BV") die gezondheidscontroles probeerde te verkopen aan bedrijven. Die controles lieten zij uitvoeren door huisartsen zodat de kosten zouden kunnen worden gedeclareerd via de basisverzekering. Maar de Nederlandse Zorgautoriteit stond dat niet toe en verzekeraars wezen de declaraties af, waardoor het bedrijf niet van de grond kwam. Omdat er intussen wel schulden waren gemaakt die niet betaald werden, bijv. aan telemarketingbureau Convins, vroeg Convins het faillissement aan van "Gezond Bedrijf". Dat faillissement werd in 2019 uitgesproken. In 2021 stelde de curator tevens vast dat Scheringa "Gezond Bedrijf" onbehoorlijk had bestuurd waardoor hij persoonlijk aansprakelijk kon worden gesteld voor de resterende schulden. En dat gebeurde dan ook, toen Convins in mei 2021 beslag liet leggen op Scheringa's villa in Spanbroek en op zijn bankrekeningen. Dat beslag – en de overige vorderingen – werden in februari 2022 opgeheven/afgewezen. De rechter oordeelde dat er geen sprake was van een ernstig verwijt aan Scheringa.

## Naslagwerk
- Dirk Scheringa: verspeeld krediet. Auteur Frits Conijn. Uitgeverij: Business Contact, 2010, ISBN 978-90-470-0397-7.